# Eva Berthold
Eva Berthold (* 9. Februar 1937 in Görlitz) ist eine deutsche Schauspielerin, Hörspiel- und Synchronsprecherin, Autorin und Dokumentarfilmerin.

## Wirken
Eva Berthold hatte mehrere Bühnenauftritte, unter anderem in München, Düsseldorf und Hamburg. 1968 sang sie an der Seite von Shmuel Rodensky in Hamburg in der Musical-Inszenierung Anatevka den Part der Zeitel. 1972 wirkte sie am Düsseldorfer Schauspielhaus in der Heinrich-Heine-Textfolge Dichter unbekannt von Claus Bremer und Rolf Becker mit. Für das Berliner Tournee-Theater trat sie in der Spielzeit 1976/1977 am Theater im Hofgarten Immenstadt in Der Florentinerhut von Eugène Labiche und Marc Michel (Regie: Karl Wesseler) auf.
Kinoauftritte hatte Eva Berthold vor allem in den 1970er Jahren. In diesem Zeitraum wirkte sie auch als Darstellerin in Sexfilmen mit. Im Fernsehen sah man sie in zahlreichen Spielfilmen und Serien. Ihre Stimme gab sie für mehr als 60 Hörspiele und Synchronrollen.
Eva Berthold verfasste München im Bombenkrieg, Görlitz, Erinnerungen an meine Stadt und Kriegsgefangene im Osten. Als Filmerin gestaltete sie die Dokumentationen Flucht und Vertreibung (mit Jost von Morr, 1981) und Kriegsgefangene Frauen (1982).
Für ihre Dokumentationen wurden ihr 1982 das Bundesverdienstkreuz am Bande und 1989 das Schlesierkreuz verliehen.

## Filmografie (Auswahl)
- 1961: Der entscheidende Augenblick (Fernsehfilm)
- 1961: Die inneren Stimmen (Fernsehfilm)
- 1961: Treibjagd (Fernsehfilm)
- 1962: Das Abschiedsgeschenk (Fernsehfilm)
- 1963: Die Jagd nach Helena (Fernsehfilm)
- 1963: Lady Frederick (Fernsehfilm)
- 1964: Die Karte mit dem Luchskopf (Fernsehserie, 1 Folge)
- 1964: Kommissar Freytag (Fernsehserie, 1 Folge)
- 1964: Die fünfte Kolonne (Fernsehserie, 1 Folge)
- 1964–1966: Der Nachtkurier meldet … (Fernsehserie, 15 Folgen)
- 1966: Elektra (Fernsehfilm)
- 1969: Tausendundeine Nacht (Fernsehserie, 1 Folge)
- 1969: Jagdszenen aus Niederbayern
- 1969–1970: Ida Rogalski (Fernsehserie, 6 Folgen)
- 1970: Die Kriminalnovelle (Fernsehserie, 1 Folge)
- 1971: Paragraph 218 – Wir haben abgetrieben, Herr Staatsanwalt
- 1971: Dem Täter auf der Spur (Fernsehserie, 1 Folge)
- 1971: Erotik im Beruf – Was jeder Personalchef gern verschweigt
- 1973: Okay S.I.R. (Fernsehserie, 1 Folge)
- 1973: Der Bastian (Fernsehserie, 1 Folge)
- 1973–1975: Der Kommissar (Fernsehserie, 2 Folge)
- 1975/77: Frauenstation
- 1976: Baumeister Solness (Fernsehfilm)
- 1976: Schulmädchen-Report. 10. Teil: Irgendwann fängt jede an
- 1977: Derrick (Fernsehserie, 1 Folge)
- 1978: Strafsache gegen F. (Fernsehfilm)
- 1978: Schulmädchen-Report. 12. Teil: Junge Mädchen brauchen Liebe
- 1978–1981: Der Alte (Fernsehserie, 2 Folgen)
- 1978–1983: Polizeiinspektion 1 (Fernsehserie, 2 Folgen)
- 1981: Regentropfen
- 1983: Nesthäkchen (Fernsehserie, 1 Folge)
- 1983: Gestern bei Müllers (Fernsehserie, 1 Folge)
- 1991: Ende der Unschuld (Fernsehfilm)
- 1996: Der König (Fernsehserie, 1 Folge)
- 2004: Der Wunschbaum (Fernsehkurzserie, 1 Folge)

## Hörspiele (Auswahl)
- 1960: Wolfgang Altendorf: Uns fehlt nichts – Regie: Friedhelm Ortmann
- 1960: Dieter Kühn: Das Transparent – Regie: Edward Rothe
- 1960: Barry Conners: Patsy – Regie: Raoul Wolfgang Schnell
- 1960: Joseph Roth: Die Legende vom heiligen Trinker – Regie: Raoul Wolfgang Schnell
- 1961: Marie Luise Kaschnitz: Wer fürchtet sich vorm schwarzen Mann – Regie: Helmut Brennicke
- 1962: Carlheinz Friese und Kurt Sobotka: Ein schwerer Fall – Regie: Walter Netzsch
- 1963: Franz Messner: Jetzt hat’s ihn erwischt! - Regie: Irene Eckhardt
- 1963: G. K. Chesterton: Das purpurne Juwel – Regie: Otto Kurth
- 1964: Raymond Chandler: Ärger mit Perlen – Regie:  Hanns Cremer
- 1965: Charles Dickens: Der Weihnachtsabend (2. Teil) – Regie: Jan Alverdes
- 1965: Rolf und Alexandra Becker: Wer ist Dr. Yllart? (1. Teil: Drei Morde zuviel) – Regie: Hellmuth Kirchammer
- 1966: Dorothy L. Sayers: Glocken in der Neujahrsnacht (2. Teil) – Regie: Otto Kurth
- 1966: Frederic Raphael: Ein gutgekleideter Herr – Regie: Walter Netzsch
- 1967: Cornell Woolrich: Charlie geht heute abend aus – Regie: Edmund Steinberger
- 1968: Jan Rys: Ich – Regie: Raoul Wolfgang Schnell
- 1971: Elke Heidenreich und Bernd Schroeder: Die Geburtstage der Gaby Hambacher – Regie: Wolf Euba
- 1978: Jonathan Swift: Die phantastischen Reisen des Mr. Gulliver (5. Teil: Pferde sind doch bessere Menschen) – Regie: Werner Simon
- 1978: Jonathan Swift: Die phantastischen Reisen des Mr. Gulliver (4. Teil: Zwerg unter Riesen) – Regie: Werner Simon
- 1980: Rolf und Alexandra Becker: Die Experten (4. Folge: Ein Kriminalfall wie manch anderer) – Regie: Werner Simon
- 1981: Anneliese Steinhoff: Sarah schichtet Trauerpost in einen grünen Kasten – Regie: Peter M. Preissler
- 1981: Wolfgang Ecke: Der Meisterschuß – Regie: Erwin Weigel
- 1981: Wolfgang Ecke: Das jähe Ende eines Karpfenessers – Regie: Erwin Weigel
- 1982: Ria Endres: Wo die Liebe hinfällt – Regie: Angela Sussdorff
- 1984: Astrid Litfaß: Raucherecke – Regie: Dieter Hasselblatt
- 1985: Wilhelm Hauff: Der Affe als Mensch – Regie: Werner Simon
- 1986: Gina Ruck-Pauquèt: Hänschen klein oder Das andere Land – Regie: Werner Simon
- 1987: Wolfgang Oppenrieder: Die Kiste (2 Teile) – Regie: Werner Simon
- 1987: Heinrich Ludwig: Die fünfte Ballonfahrt: Vor Athen – Regie: Werner Simon
- 1990: William Makepeace Thackeray: Die silberne Rose und der silberne Ring (2 Teile) – Regie: Werner Simon
- 1993: Angelika Stampfer: Das Mädchen in der Werkzeugkiste (2 Teile) – Regie: Werner Simon
- 1994: Laura Feuerland: Die Hexenschwestern – Regie: Walter Wippersberg und Leonhard Huber
- 1994: Walter Wippersberg: Ein Winter mit Piraten (3 Teile) – Regie: Walter Wippersberg
- 1994: Tom Blaffert: Wer ist der Täter? (Folge: Verhext) – Regie: Erwin Weigel
- 1995: Sigrid Lehrke: Schulhofratten – Regie: Uli Herzog
- 1996: Franz H. Jakubaß: Ali und der Wunderstein – Regie: Werner Simon
- 1996: Sabine Deitmer: Kalte Küsse (1. Teil) – Regie: Erwin Weigel
- 2001: Franz-Maria Sonner und Gordian Beck: Wer ist der Täter? – Regie: Erwin Weigel

## Werke (Auswahl)
- als Herausgeberin:  Kriegsgefangene im Osten. Bilder, Briefe, Berichte. Athenaeum, 1985, ISBN 978-3-7610-8120-4
- mit Norbert Matern: München im Bombenkrieg (= Fotografierte Zeitgeschichte). Gondrom, Bindlach 1993, ISBN 978-3-8112-0690-8
- Görlitz. Erinnerungen an meine Stadt. Droste. 1996, ISBN 978-3-7700-0639-7